# Давній Дрогобич (монета)
«Да́вній Дрого́бич» — пам'ятна монета номіналом 5 гривень, випущена Національним банком України, присвячена давньому галицькому місту Дрогобичу, яке за археологічними даними має давню історію, але документальні джерела про місто збереглись лише за останні десятиліття XIV сторіччя. Місто, розташоване на межі Наддністрянської рівнини і Карпатського передгір'я вздовж річки Тисмениці та її притоки (басейн Дністра), було одним з найбільших центрів солеваріння на Прикарпатті.
Монету введено в обіг 22 грудня 2016 року. Вона належить до серії «Стародавні міста України».

## Опис монети та характеристики
| Номінал грн. | Метал      | Маса, г | Діаметр, мм | Якість виготовлення       | Гурт     | Тираж, штук |
| ------------ | ---------- | ------- | ----------- | ------------------------- | -------- | ----------- |
| 5            | нейзильбер | 16,54   | 35,0        | спеціальний анциркулейтед | рифлений | 30 000      |

### Аверс
На аверсі монети розміщено: малий Державний Герб України, напис «УКРАЇНА», номінал «5 ГРИВЕНЬ», рік карбування монети — «2016» (унизу праворуч); на передньому плані зображено вежу, на другому плані — міську ратушу та стилізовану панораму міста; унизу — логотип Банкнотно-монетного двору Національного банку України.

### Реверс
На реверсі монети на тлі фрагмента гравюри із зображенням стародавнього Дрогобича розміщено герб міста (угорі), на передньому плані — храм св. Апостолів Петра і Павла та дерев'яну церкву Святого Юра; унизу на дзеркальному тлі — напис «ДРОГОБИЧ/ДАВНІЙ».

## Автори

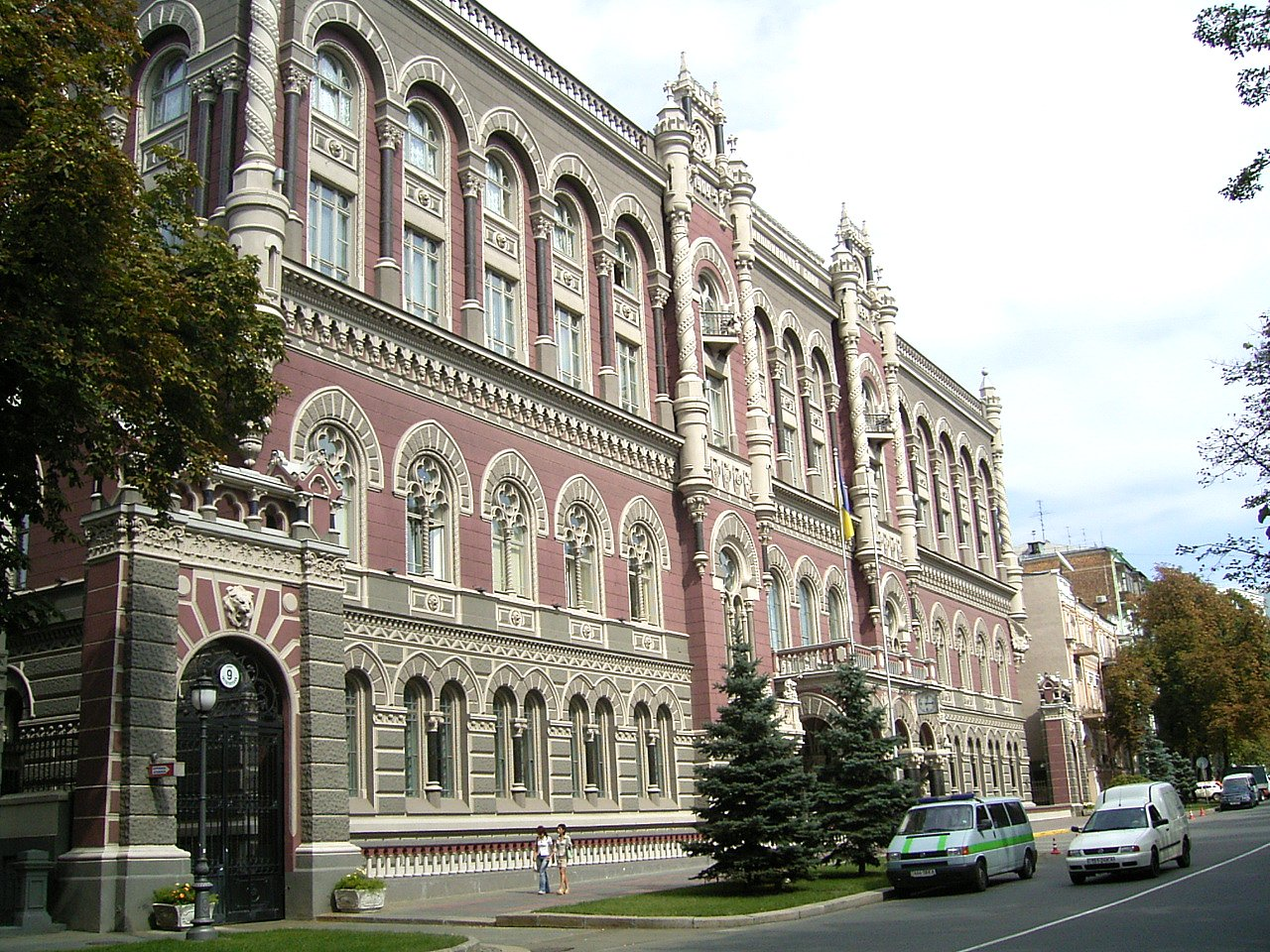
Будівля Національного банку України

- Художники: Таран Володимир, Харук Олександр, Харук Сергій.
- Скульптори: Демяненко Анатолій, Дем'яненко Володимир.

## Вартість монети
Під час введення монети в обіг у 2016 році, Національний банк України реалізовував монету через свої філії за ціною 38 гривень.
Фактична приблизна вартість монети, з роками змінювалася так:
| Рік        | 2017 | 2018 | 2019 | 2020 | 2021 | 2022 | 2023 | 2024 | 2025 |
| ---------- | ---- | ---- | ---- | ---- | ---- | ---- | ---- | ---- | ---- |
| Ціна, грн. | 60   | 60   | 65   | 70   | 75   | 115  | 280  | 430  | 450  |